# ظاهرية كاملة

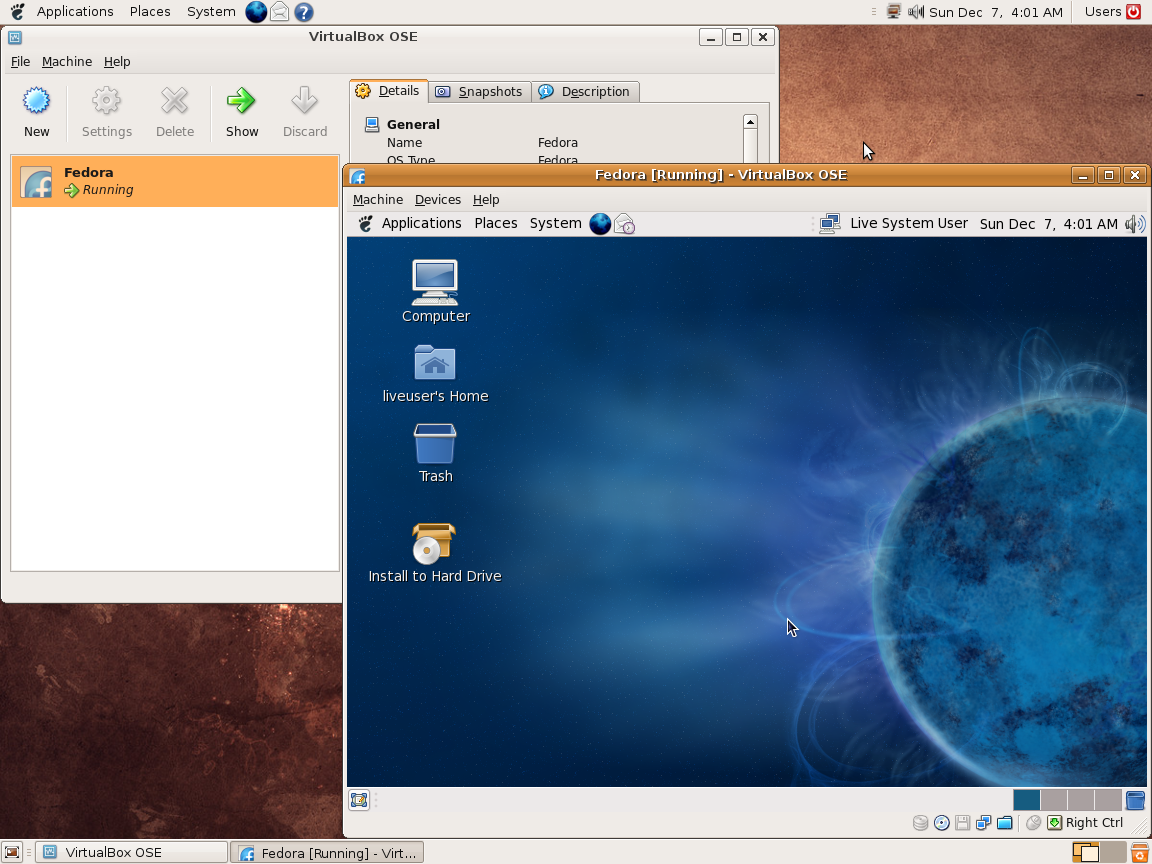

في علم الحاسوب، الظاهرية أو البيئة الافتراضية (بالإنجليزية: virtualization)‏ هي تقنية حديثة طُورت في أواخر تسعينيات القرن العشرين، وتختلف عن المحاكاة (simulation)، والمضاهاة (emulation). توظف الظاهرية تقنيات تُستخدم لإنشاء مثيلات لبيئة ما، على عكس المحاكاة، التي تُنمذج البيئة، أو المضاهاة، التي تستنسخ البيئة المستهدفة مثل أنواع معينة من بيئات الآلات الافتراضية. تتطلب الظاهرية الكاملة إظهار كل ميزة بارزة للعتاد في أحد الآلات الافتراضية المتعددة، بما في ذلك مجموعة التعليمات الكاملة وعمليات الإدخال /الإخراج، والمقاطعة، والوصول إلى الذاكرة وأي عناصر أخرى يستخدمها البرنامج الذي يعمل على الآلة العارية أو المجردة، والذي يراد تشغيله في آلة افتراضية. في مثل هذه البيئة، يمكن تشغيل أي برنامج قابل للتنفيذ على العتاد الخام في الآلة الافتراضية، وفي أي نظام تشغيل تحديدًا. يتمثل الفحص البيّن للظاهرية الكاملة في ما إذا كان نظام التشغيل المخصص للاستخدام المستقل يمكن تشغيله بنجاح داخل آلة افتراضية.
يقوم ركن الأساس في الظاهرية الكاملة أو الظاهرية من النوع الأول على مراقب أجهزة افتراضية أو نظام سوبر أو إس الذي يعمل بمستوى امتياز أعلى من نظام التشغيل. يتطلب مراقب الأجهزة الافتراضية هذا أو سوبر أو إس ميزتين أساسيتين لتوفير البيئات الافتراضية وحمايتها. هاتان الميزتان هما:
1. إدارة وحدات التخزين المستقلة عن نظام التشغيل لتوفير الموارد لجميع البيئات الافتراضية المدعومة مثل لينكس، أو مايكروسوفت ويندوز، أو البيئات المضمنة ولحماية هذه البيئات من الوصول غير المصرح به،

1. تحويل البيئات الافتراضية لتخصيص موارد الحوسبة الحقيقية للبيئات الافتراضية.

راجع إنتل في تي-إكس أو إي إم دي -في؛ للحصول على وصف تفصيلي لمستويات الامتيازات الخاصة بمراقب الأجهزة الافتراضية، نظام التشغيل ونمط المستخدم، في إم سي أس (بيئة التحكم بالآلة الافتراضية)، في إم إكزيت، وفي إم إنتري. لا يجب الخلط بين هذه الظاهرية وبين تطبيقات آي بي أم فيرتشوال ماشين في أواخر ستينيات وأوائل سبعينيات القرن العشرين، إذ أن بنية أنظمة آي بي إم تدعم نمطين فقط للمشرف والبرنامج اللذين لم يوفرا أمان الآلات الافتراضية أو انفصالها.
تسمح الأشكال الأخرى من ظاهرية المنصات بتشغيل برامج معينة أو معدلة فقط داخل الآلة الافتراضية. أسِس مفهوم الظاهرية الكاملة بشكل جيد في الكتب، ولكنه لا يُشار إليه دائمًا بهذا المصطلح المحدد.
من الأمثلة الهامة على الآلات الافتراضية، التي لا ينبغي الخلط بينها وبين الظاهرية المنفذة عن طريق المضاهاة، كانت تلك التي يوفرها برنامج التحكم الخاص بنظام التشغيل سي بي/ سي أم أس من شركة آي بي إم. تبين ذلك لأول مرة مع نظام البحث سي بي-40 لشركة آي بي أم في عام 1967، ثم وُزع من خلال مصدر مفتوح في سي بي/ سي أم أس خلال الفترة من عام 1967 حتى عام 1972، ثم أعيد تطبيقه في عائلة في إم لشركة آي بي إم ابتداءً من عام 1972 وحتى الوقت الحاضر. زُود كل مستخدم لنظام سي بي/ سي أم أس بحاسوب محاكاة مستقل. كان لدى كل من هذه الأجهزة الافتراضية القدرات الكاملة للجهاز الأساسي، ولم يمكن ممكنًا تمييز الجهاز الافتراضي (بالنسبة لمستخدمه) عن النظام الخاص. كانت هذه المحاكاة شاملة، واستندت إلى دليل مبادئ التشغيل للعتاد. بالتالي تضمن عناصر مثل مجموعة التعليمات، الذاكرة الرئيسية، المقاطعات، الاستثناءات والوصول إلى الجهاز. كانت النتيجة آلة واحدة يمكن مضاعفتها بين العديد من المستخدمين.